# Herb gminy Kolno (powiat olsztyński)

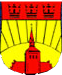
Projekt odrzucony przez Komisję Heraldyczną

Herb gminy Kolno – jeden z symboli gminy Kolno, ustanowiony 10 czerwca 2011.

## Wygląd
Herb przedstawia na tarczy złotej, pod głowicą czerwoną na której trzy złote korony królewskie otwarte w pas, czerwona wieża kościelna z trapezoidalnym dachem zwieńczonym sygnaturką zakończoną krzyżem, o pięciu czarnych podłużnych oknach ułożonych w literę T, złożona na tle dachu czerwonego, o kształcie trapezu, którego obydwie boczne krawędzie wieńczą po trzy schodkowe blanki ścian szczytowych kościoła.

## Historia herbu
Herb gminy Kolno przyjęty uchwałą 10 czerwca 2011 po uzyskaniu pozytywnej opinii Komisji Heraldycznej. Obecną postać herbu stworzył Tomasz Steifer, przerabiając odrzucony przez Komisję projekt poprzedniego autora.

## Symbolika
Herb odwołuje się do miejscowego kościoła parafialnego pod wezwaniem Trzech Króli. Trzy korony umieszczone w głowicy nawiązują bezpośrednio do patronów parafii, zaś sylwetka kościoła jest uproszczonym przedstawieniem budynku, będącego najcenniejszym zabytkiem na terenie gminy Kolno.